# میکروفتوگراف
میکروفتوگراف (به انگلیسی: microphootgraph) تصویری است بسیار کوچک که مطالعه آن نیاز به دستگاه بزرگ کننده داشته باشد. برای تهیه میکروفتوگراف از فیلم‌های سلولوزی در ابعاد ۱۶ تا ۲۵ سانتی متری استفاده می‌کنند و شکل نهایی آن ممکن است فیلم استریپ، میکروفیش یا میکروفیلم باشد.